# Fort Mirador de Cotlliure

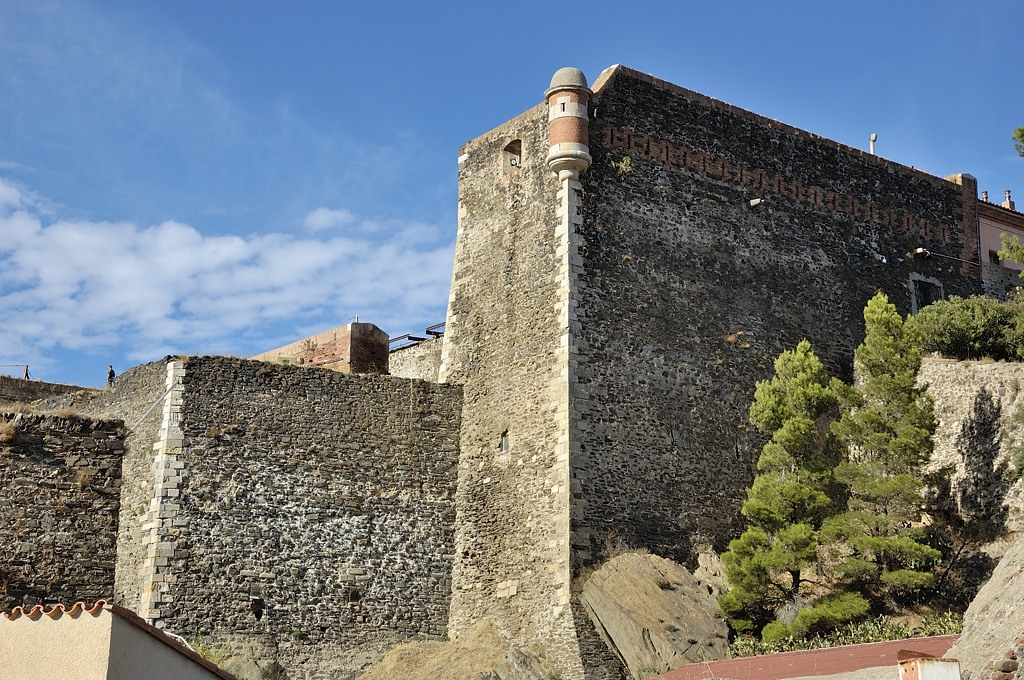
Angle del Fort Mirador

El Fort Mirador, o, simplement El Mirador, antigament Miral, està situat al damunt al nord-oest de la Vila vella de Cotlliure, a la comarca del Rosselló, de la Catalunya del Nord.
És molt a prop de la Vila vella de Cotlliure, des de la qual s'hi accedeix fàcilment.
Formava part de la xarxa de fortificacions de defensa del castell i port de Cotlliure. Anteriorment a aquesta construcció hi hagué en el seu lloc el Fort de Santa Teresa, que havia estat construït damunt de les restes de la torre enderrocada de Puig Musart.